# Europa-Novacella
Europa-Novacella (Europa-Neustift in tedesco) è una delle cinque circoscrizioni cittadine di Bolzano. Tra le cinque è quella con le dimensioni più piccole, inferiore al chilometro quadrato, ma ciononostante vi vivono oltre 16 000 persone. Di conseguenza è la circoscrizione più popolosa della città con una densità abitativa che sfiora le 20.000 persone per km². È il quartiere con il tasso di vecchiaia più alto della città (il rapporto tra over 65 e under 14 è, al 31.12.2009, di 228,4 contro una media cittadina di 160,6), risultando l'unico con un calo demografico; l'incidenza di cittadini stranieri al 31.12.2009 era pari all'11,1% della popolazione totale, segnatamente 1.778 persone.

## Posizione e territorio
Il territorio si trova a circa 2 km dal centro storico ed è totalmente urbanizzato, a parte la striscia che costituisce il parco fluviale del lungoisarco e qualche piccolo appezzamento adibito a vigneti privati.
Circoscrizioni e comuni limitrofi:
- Gries-San Quirino
- Don Bosco
- Oltrisarco-Aslago

## Storia
La zona attuale è recente e nacque nell'epoca dell'espansione edilizia della città di Bolzano agli inizi degli anni trenta voluta ed attuata dal governo fascista con intenzione di italianizzare l'Alto Adige.

### Medioevo e Prima età moderna
Inizialmente la zona Graul-Neustift era composta da masi sparsi abitati da persone di madrelingua tedesca. La zona, parzialmente ancora paludosa, venita gestita da una Wasserleege, preposta al controllo delle falde aquifere e della tutela del paesaggio, estensivamente coltivato. Il consorzio è attestato sin dal tardo Quattrocento, con lo scrivano dell'acqua (wasserschreiber), funzione la quale è coperta nel 1491 da Ulrich Rössler, e da due pawmaister am Graul (costruttori civici, preposti agli argini fluviali), i quali nel 1491 sono Pernhartt Preyoltt e Erhartt Gandel von Griess.

### Il Convento di Mariaheim
Nel Medioevo la zona era un'area paludosa a causa della vicinanza con il fiume Isarco. L'area venne bonificata consentendo così la coltivazione di vigneti. Ciò fece sì che i frati agostiniani di Novacella vicino a Bressanone elessero il terreno dell'attuale quartiere Novacella, anticamente chiamato Graul, quale luogo nel quale sarebbe sorto, nel 1640, su iniziativa del abbate Markus Hauser von Weißenstein (1588-1655), il convento di "Mariaheim", consacrato nel 1641 (in italiano convento della "visitazione", in riferimento alla visita dell'arcangelo Gabriele a Maria per annunciarle la sua gravidanza, tale nome (Mariaheim - visitazione). Esso dà il nome ad una via limitrofa che taglia tutta Bolzano da piazza Tribunale fino a piazza Don Bosco attraverso residui scorci rurali all'interno della città), presso questo complesso venivano prodotti vini grazie all'annessa cantina. La pregiata struttura è tuttora esistente e visibile conservando una piccola parte degli antichi vigneti vicino alla chiesa di Regina Pacis.

### Dopo l'avvento del fascismo: il Rione Littorio
Con l'avvento del fascismo la zona venne scelta, prima di quello che sarà oggi il quartiere Don Bosco, per essere il nuovo quartiere operaio. Nell'area dell'attuale piazza Matteotti verso l'Isarco vennero costruiti nel 1935 i primi edifici abitativi (di carattere cittadino a differenza di quello "semirurale" a Don Bosco) che costituiranno quello che all'epoca venne chiamato "rione Littorio" con "piazza Littoria" (oggi "piazza Matteotti") come piazza principale.

### Il secondo dopoguerra
Nel secondo dopoguerra, nel quale l'espansione urbanistica divenne sempre più evidente, mancava ancora un luogo di culto, nonostante la presenza del convento di Novacella. L'inaugurazione della chiesa di Regina Pacis venne inaugurata nel 1960. Nella stessa area della chiesa venne costruito nel 1954 il teatro Cristallo, che nel 1973 dovrà chiudere a causa dei debiti e che lascerà il posto alle registrazione della Rai Sender Bozen.

### Storia recente
Piazza Giacomo Matteotti, significativamente dedicata al grande antifascista, è stata recentemente ristrutturata nonostante la contrarietà della popolazione del quartiere che accuserebbe il Comune di aver snaturato la piazza e creato a lungo disagi alla viabilità. Sulla piazza s'affaccia un palazzo porticato in modo da configurare la zona come il "centro commerciale" del quartiere. Il centro "amministrativo", "religioso" e "culturale" è la piccola piazza parallela dove sono situate la chiesa parrocchiale di Regina Pacis e la nuova sede del centro civico e del Teatro Cristallo, che ha riaperto in grande stile nel 2005 e che da allora è il secondo teatro più grande della città.

## Quartieri circoscrizionali
- Europa. È il quartiere situato a destra della via Palermo in direzione dell'omonimo ponte ed include parte della via Milano e il tratto iniziale del viale Europa.
- Novacella/Neustift. È il quartiere con asse via Dalmazia e delimitato dalle vie Palermo, Roma e dal viale Druso. Prende il nome dal conventino costruito dai canonici regolari di Novacella.

## Europa-Novacella oggi
La circoscrizione è quella a Bolzano con la più alta maggioranza di persone di madrelingua italiana. Il gruppo linguistico tedesco costituisce una netta minoranza nei due quartieri dove non supera l'8%.

### Amministrazione e decentramento
Le circoscrizioni come strumento di decentramento e di partecipazione democratica sono operative dal punto di vista amministrativo da relativamente poco tempo, ossia dal 1995, quando si sono tenute le prime elezioni circoscrizionali. Fino a prima (a partire dal 1976) il decentramento consisteva nella dislocazione di alcuni servizi, perlopiù quelli anagrafici, nei quartieri periferici ed Europa-Novacella insieme all'attuale circoscrizione Bolzano costituivano la zona Don Bosco-Europa. Ora i servizi sono maggiori e sono erogati dai e nei centri civici circoscrizionali, istituiti però solo nel 1997. Il processo di decentralizzazione nella città di Bolzano non è ancora terminato e si prevede un sempre maggiore coinvolgimento di tutti i quartieri della città.
| Presidenti della Circoscrizione |                                          |
| 1995-2000                       | Loreta Dall'Alda (FI)                    |
| 2000-2005                       | Dolores Corradini (Noi per l'Alto Adige) |
| 2005                            | Lorenzo Spinelli (AN)                    |
| 2005-2010                       | Lorenzo Spinelli (AN)                    |
| 2010-2015                       | Carlo Visigalli (PD)                     |
| 2015-                           | Franco Giacomazzi (Lega Nord)            |

Tendenzialmente e storicamente è la circoscrizione che in tutte le occasioni elettorali dà un più ampio appoggio al centro-destra: alle ultime elezioni circoscrizionali Alleanza Nazionale era al 31,62%. Nella breve legislatura di maggio 2005 sia presidenza che vicepresidenza andarono al centro-destra (rispettivamente AN e FI) poiché nessun componente di lingua tedesca era stato eletto. Nel 2010 i partiti formanti la giunta a livello comunale hanno stipulato un accordo con l'UDC: in questo modo la circoscrizione è tornata in mano al centrosinistra-SVP-UDC. Nel centrodestra vi è il nuovo ingresso della Lega Nord, mentre il Popolo della Libertà ha perso due mandatari rispetto alla legislatura precedente, quando la somma dei consiglieri di Alleanza Nazionale e Forza Italia era pari a cinque. Nel 2015 La maggioranza è formata dalla Lega Nord, dal PD, dalla SVP, dai Verdi e dalla civica X Spagnolli, la presidenza è data per metà alla Lega e poi tornerà al PD. Rimangono contrari Casa Pound, M5S e Forza Italia.

### I servizi nei quartieri
La vicinanza alla city si fa sentire in positivo per quel che riguarda i servizi, potendo contare non solo su scuole, banche, farmacie, biblioteche e luoghi di culto, ma anche su una strada commerciale (via Torino) e del terzo supermercato più grande della città (1.800 m2). Nel territorio non sono presenti uffici postali, che sono situati al confine con Don Bosco e con Gries-San Quirino.

#### Scuole
Nel quartiere sono presenti 3 istituti comprensivi (due italiani e uno tedesco, che serve anche la più numerosa popolazione germanofona di Don Bosco). Per quel che riguarda l'istruzione superiore è sede di tre istituti (due in lingua tedesca ed uno in lingua italiana), tra cui il liceo scientifico.
- Istituto comprensivo Bolzano VI – via Rovigo
  - Scuola elementare "Alessandro Manzoni" (Novacella)
  - Scuola media inferiore "Ugo Foscolo" (Novacella)
- Istituto pluricomprensivo Bolzano/Europa 1 (comprende le scuole elementari e medie inferiori di Appiano)
  - Scuola elementare "San Filippo Neri" (Novacella)
- Schulsprengel Bozen – Europa
  - Scuola elementare in lingua tedesca "Johann Heinrich Pestalozzi" (Europa)
  - Scuola media in lingua tedesca "Albert Schweitzer" (Europa)
- Liceo Scientifico "Evangelista Torricelli" (Novacella)
- Istituto professionale per il commercio e la grafica in lingua tedesca (Landesberufsschule für Handel und Grafik) "Johannes Gutenberg" (Novacella)
- Istituto professionale per l'artigianato e l'industria in lingua tedesca (Landesberufsschule für Handwerk und Industrie) (Novacella)

#### Biblioteche
- Biblioteca Comunale "Europa"
- Biblioteca Comunale "Novacella"
- Biblioteca Albert Schweitzer

#### Trasporti
Il quartiere Novacella è attraversato dalla linea 3 degli autobus della SASA, mentre quello Europa è servito dalla linea 5; viale Druso è servito nel tratto d'interesse circoscrizionali da 3 linee di autobus, altrettante linee urbane passano su via Roma.

#### Manifestazioni
Le maggiori manifestazioni nei quartieri sono le diffuse feste campestri estive organizzate dalle parrocchie, i mercati e le festività dell'Avvento.
- Mercato del giovedì (tutte le settimane in via Rovigo)
- Mercato contadino (Bauernmarkt) del martedì (tutte le settimane in piazza Marcella Casagrande - Europa)
- Mercatino biologico contadino del sabato (tutte le settimane in piazza Matteotti)
- Sagra di via Aosta (estate, sagra di quartiere)
- Avvento in via Roma (periodo dell'Avvento, mercatino di Natale in via Roma)
- Festa di carnevale nel quartiere

#### Distretto sociosanitario
Il territorio di competenza della circoscrizione coincide quasi completamente con quello di competenza del distretto sociosanitario di Europa-Novacella, dove vengono svolte le cure sanitarie per la popolazione della circoscrizione. Inoltre eroga numerosi servizi decentrati.

#### Centro Civico
Il centro civico della circoscrizione (Stadtteilzentrum), il "municipio" di Europa-Novacella, offre inoltre numerosi servizi comunali. La sede è stata recentemente spostata nel nuovo e moderno complesso che ospita anche il nuovo Teatro Cristallo accanto alla chiesa parrocchiale di Regina Pacis.

#### Istituzioni, enti e associazioni
Nella circoscrizione hanno sede anche istituzioni di interesse provinciale, le principali sono elencate di seguito:
- Istituto per l'edilizia sociale (IPES)

## Economia
L'attività principale nella circoscrizione è il commercio al quale si affianca la ristorazione e l'attività alberghiera con due strutture.

## Sport
Ad Europa-Novacella era presente il palazzo del ghiaccio (Eishalle) prima che venisse inaugurato la nuova e più moderna Sparkasse Arena a Bolzano Sud.